# مهدي بناني
مهدي بناني (مواليد 25 أغسطس 1983) هو سائق سباقات مغربي، ينافس حاليا في بطولة العالم لسيارات السياحة.

## مسيرته

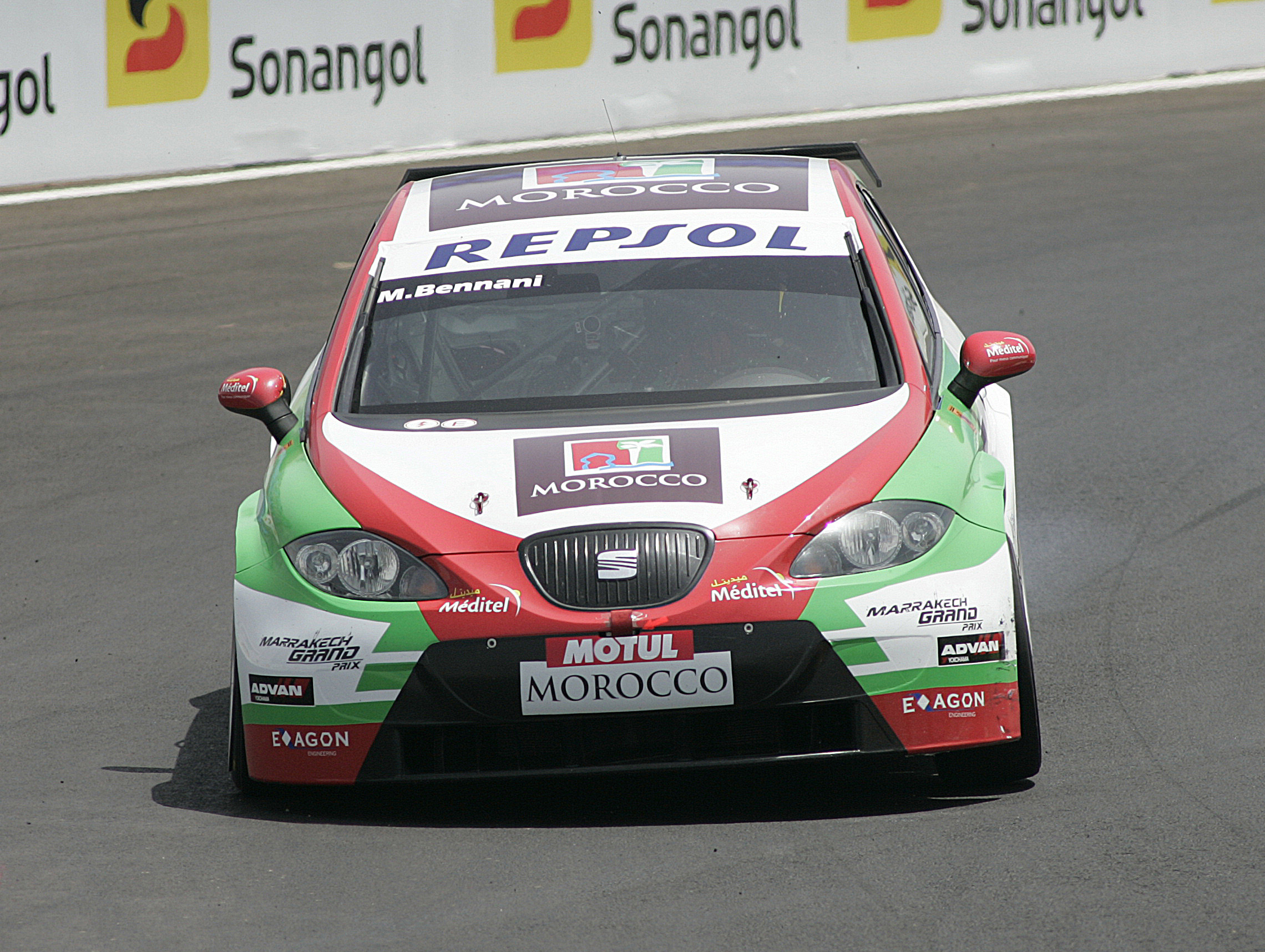
المهدي بناني يقود سيات ليون في مراكش عام 2009

ولد مهدي سنة 1983 وسط عائلة تعشق المحركات والسباقات، فوالده هو عبد الإله بناني بطل سابق في سباق الدراجات النارية، وسميرة بناني بطلة المغرب في سباقات السيارات، وكان يرافقهما منذ صغره إلى المضامير متنقلا كل نهاية أسبوع بين فاس والدار البيضاءأو خريبكة. درس في «ليسي ديكارت»، إلى أن نال شهادة الباكالوريا، وفي سنة 2001 سافر إلى «لومون» الفرنسية للدراسة في المعهد العالي للرياضات، بشعبة الرياضات الميكانيكية وهو معهد تابع للاتحاد الفرنسي لسباق السيارات. دراسته امتدت إلى سنة 2004 إذ اختار الانقطاع عنها وتكريس كل جهده وتفكيره لسباقات السيارات.

### الكارتينغ
سنة 1999 تمكن من الفوز بأول بطولة وطنية في رياضة «الكارتينغ»، نظمت بعين السبع بالدار البيضاء، وكانت أول بطولة يشارك فيها ولم يكن سنه يتجاوز حينها السادسة عشرة. 
بعد هذا الإنجاز سافر إلى عدد من البطولات الأوربية. توالت إنجازات المهدي وفاز سنة 2000 بالجائزة الكبرى لبطولة «فياط باليو»، ثم فاز بالكارتينغ ICC 125 وبعدها حل ثانيا في بطولة أوروبا للكارتينغ ببلجيكا سنة 2001 ثم فاز بالجائزة الكبرى لكارتينغ مراكش سنة 2002.
لاحظه أحد متعهدي البطل العالمي «ألان بروست» في إحدى المسابقات ونصح والده بضرورة أن يتم توجيهه، فقرر السفر إلى فرنسا لمتابعة دراسته في معهد متخصص ليكون قريبا من البطولات التي تقام في أوروبا، فشارك في بطولة فرنسا لـ «فورمولا رونو» سنة 2002، وبطولة «فورمولا نيسان» سنة 2003، ثم بطولة «بي إم دوبل في» في آسيا سنة 2004 حيث تُوّج وصيفا للبطل وتم اختياره أفضل سائق، رغم الإمكانيات المحدودة التي كانت متوفرة له. انتقل إلى مرحلة أخرى في مسيرته عندما شارك سنة 2007 في بطولة أوروبا للفورمولا 3000. حصل على المركز الثاني سنة 2008 في فئته بجائزة دبي وحقق أفضل توقيت قياسي، ثم الرتبة الثانية للجائزة لكبرى لـ «بو» الفرنسية للسيارات العتيقة.
رغم أن المهدي تلقى دعما من السلطات المغربية مكنته من مواصلة دراسته بفرنسا، والمشاركة في بعض الملتقيات، لكنه لم يكن كافيا ليضمن له مشوارا سليما، الأمر الذي جعل أسرته تتحمل عبء تذاكر التنقل عبر القارات من مالها الخاص، وهذا ما كان يؤثر سلبا على مساره. فكانت بعض الفرق تمنحه فرصة المشاركة في بعض الملتقيات، كما اقترحت عليه بعض الدول تجنيسه مثلما حدث مع البحرين، لكنه كان يرفض.

## روابط خارجية
- مهدي بناني على موقع DriverDB.com (الإنجليزية)